# Izocitromsav
Az izocitromsav az izocitrát protonált formája. Az izocitrát a citromsavciklus egyik kulcsfontosságú szubsztrátja, amely a sejtlégzés alapvető biokémiai folyamataiban játszik szerepet. Az átalakulási folyamatot az izocitrát-dehidrogenáz enzim katalizálja, mely egyben NADH vagy NADPH termelésével energiát biztosít a sejtek számára. Az izocitromsav sói és észterei, az izocitrátok, számos biológiai és ipari alkalmazásban jelen vannak, beleértve az élelmiszeripart és a gyógyszerfejlesztést, ahol antioxidáns és stabilizáló tulajdonságaik miatt használják őket. Biokémiai jelentősége mellett az izocitromsav szerkezete és működése az evolúciós biológia és az anyagcsere-kutatások fontos modellmolekulája.
Izocitromsav Fő Jellemzői és Tulajdonságai;
| Tulajdonság      | Érték |
| ---------------- | --- |
| Molekulaképlet   | C₆H₈O₇ |
| Részleges képlet | HOOC − CH₂ − CH(COOH) − CHOH − COOH                                                                                               |
| Szinonimák       | 1-hidroxipropano-1,2,3-trikarboksilsav, 1-hidroxipropano-1,2,3-trikarboksilát, I-CIT, 1-hidroxi-trikarbokszilsav, DL-izocitromsav |
| Molekulatömeg    | 192,12 g/mol |
| Oldhatóság       | 466 mg/mL |
| Savasság (pKa)   | 3,07 |
| Olvadáspont      | 162-165 °C |
| Fizikai leírás   | Szobahőmérsékleten: Szilárd |

## Az izocitrát eredete: a Krebs-ciklus
A Krebs-ciklus, más ismert nevén a citromsavciklus vagy trikarbonsav-ciklus, egy anyagcsere-útvonal, vagyis kémiai reakciók sorozata, amely az aerob sejtek légzésének része. Ebben a folyamatban az acetil-koenzim-A (acetil-CoA), amely szénhidrátokból, lipidekből és fehérjékből származik, szén-dioxiddá és kémiai energiává, adenozin-trifoszfáttá (ATP) oxidálódik.
Az eukarióta sejtekben a Krebs-ciklus a mitokondrium mátrixában zajlik. A ciklus továbbá bizonyos aminosavak prekurzorainak, valamint az NADH redukáló ágensnek az előállításáért is felelős, amelyek számos egyéb biokémiai reakcióban hasznosulnak. Fontos szerepe más biokémiai útvonalakban azt sugallja, hogy a Krebs-ciklus a metabolizmus egyik legősibb eleme lehetett, és akár abiotikus módon is kialakulhatott.

### A Krebs-ciklus szakaszai
A Krebs-ciklus egyértelmű példája az amfibolikus útvonalaknak, ami azt jelenti, hogy mind anabolikus (felépítő), mind katabolikus (lebontó) folyamatokat magába foglal. Ezt az is alátámasztja, hogy a ciklus során metabolikus intermediereken keresztül ATP/GTP keletkezik, amely jelentős energiaforrásként szolgál (katabolikus rész), miközben más metabolikus útvonalakhoz szükséges komplex molekulák prekurzorai is szintetizálódnak (anabolikus rész).
A foszforilációs oxidációs folyamat segítségével ez az anyagcsere-útvonal állítja elő az aerob sejtek által felhasznált energia nagy részét.
|                                          | oxálacetát |     |               | malát    |          |                | fumarát        |         |               | szukcinát |  |                | szukcinil-CoA |               |
|                                          |            |     |               |          |          |                |                |         |               |           |  |                |               |               |
| NADH+ H+                                 | NAD+       |     | H2O           | ubikinol | ubikinon | CoA +ATP (GTP) | Pi + ADP (GDP) |         |               |           |  |                |               |               |
| \| acetil-CoA \| \| \| \| \| + \| H2O \| |            |     |               |          |          |                |                |         |               |           |  |                |               | NADH + H+ CO2 |
| CoA                                      | NAD+       |     |               |          |          |                |                |         |               |           |  |                |               |               |
|                                          |            |     | H2O           |          | H2O      |                |                | NAD(P)+ | NAD(P)H + H+  |           |  | CO2            |               |               |
|                                          |            |     |               |          |          |                |                |         |               |           |  |                |               |               |
| citrát                                   |            |     | cisz-akonitát |          |          | izocitrát      |                |         | oxálszukcinát |           |  | α-ketoglutarát |               |               |
| acetil-CoA                               |            |     |               |          |          |                |                |         |               |           |  |                |               |               |
|                                          | +          | H2O |               |          |          |                |                |         |               |           |  |                |               |               |

| acetil-CoA |   |     |
|            | + | H2O |

## Az izocitrát szintézise
Az izocitrát a citromsavciklus anyagcsere-útvonala során keletkezik, amelyben elsősorban mitokondriális enzimek vesznek részt. Az első lépés az acetil-csoport (acetil-CoA) és az oxálacetát fúziója, amelyet a citrát-szintáz enzim katalizál. Hő hatására citrát képződik, amelyet ezt követően izomerizációval izocitráttá alakítanak. Ez egy kétlépéses folyamat, amelyben először egy vízmolekula eltávolítására, majd visszaadására kerül sor.
Az izomerizáció a citromsav molekulájának átrendeződése, amely során a hidroxilcsoport a 3. helyről a 2. helyre transzponálódik, létrehozva az izocitromsavat, annak izomerét. A dehidratáció során egy köztes termék, a cisz-akonitát keletkezik, amely újra hidratálódik. Ez a hidroxilcsoport áthelyeződésének végső terméke, amelyet az akonitáz (egy hidratáz) enzim katalizál.

### Az izocitrátból szintetizált vegyületek
Az izocitrát szintézise után oxidálódik, hogy α-ketoglutarát keletkezzen. Az izocitrát hidroxilcsoportja karbonilcsoporttá oxidálódik, amely során két hidrogénatom és egy elektronpár szabadul fel. Ez az elektronpár a NAD+ koenzimhez kötődik, amely redukálódik, és NADH keletkezik. Ezt a folyamatot az izocitrát-dehidrogenáz enzim katalizálja. Az oxidáció következtében a központi karbonilcsoport kötése meggyengül, és a molekula ezt a csoportot szén-dioxid (CO2) formájában elveszíti. Az eredményül kapott termék az α-ketoglutarát, más néven oxaloszukcinát.

## Az izocitromsav tulajdonságai

#### Fizikai és kémiai tulajdonságok
Az izocitromsav egy szerves kémiai vegyület, amely trikarbonsavként és szekunder alkoholként működik, és minden élő szervezetben megtalálható, amely a citromsavciklust végzi. Ez a vegyület egy trikarbonsav, amely szerkezetileg egy propán-1-ol, ahol a három szénatom mindegyikéhez egy karboxilcsoport kapcsolódik. Molekulatömege 192,12 g/mol.
Szobahőmérsékleten az izocitromsav szilárd halmazállapotú, vízben való oldhatósága 466 mg/ml. Olvadáspontja 162 és 165 °C között van, pKa értéke pedig 3,07, ami rendkívül gyenge savként jellemzi. Az izocitromsav irritáló tulajdonságokkal rendelkezik, sói és észterei izocitrátok néven ismertek.

#### Az izocitromsav az emberi szervezetben
Az emberi szervezetben a D-izocitromsav koncentrációja az izocitrát-dehidrogenáz enzim segítségével becsülhető, amely jelen van a vizeletben. Egy egészséges felnőtt szervezetében ez az érték 0,08–0,65 mmol/l között mozog, ±0,29 mmol/l eltéréssel. Az izocitromsav megtalálható a mellékvesében, valamint testnedvekben, mint például a spermában, a vizeletben, a nyálban, a vérben és az agy-gerincvelői folyadékban (CSF). Szubcelluláris szinten a citoplazmában, mitokondriumokban és a peroxiszómákban található meg.
Bizonyos molekulák befolyásolhatják az izocitromsav koncentrációját a szervezetben. A piridosztigmin-bromid, amely permetrin felhasználásával készül, csökkenti a trikarbonsavak ciklusában az izocitromsav mennyiségét. A moxifloxacin a glükoneogenezis folyamatának gátlásával szintén az izocitromsav szintjének csökkenését eredményezi. A ciszplatin hatása viszont a metabolikus folyamatok szabályozását érinti, ami az izocitromsav mennyiségének növekedéséhez vagy csökkenéséhez vezethet a ciszplatin metabolizmusra gyakorolt hatásától függően.

#### Az izocitromsav hatásai az emberi testben
Az izocitromsav különös jelentőséggel bír a prosztatában, amely rendkívül gazdag citromsavban. Azonban a citromsav felhalmozódásának pontos mechanizmusai nagyrészt ismeretlenek. Feltételezhető, hogy a citromsav izocitráttá történő oxidációjának elégtelensége – amelyet az akonitáz enzim katalizál – jelentős szerepet játszik. A citromsav és az izocitrát aránya az emberi prosztata testnedveiben 33,1:1, ami azt sugallja, hogy az akonitáz hiánya hozzájárulhat a citromsav jelentős felhalmozódásához ebben a szervben.

## Az izocitromsav funkciója

#### Metabolikus funkciók
Az izocitromsav fő szerepe, hogy köztes metabolitként részt vegyen a citromsavciklusban (Krebs-ciklus). Ugyanakkor más folyamatokban is jelen van, mivel a citrát és az izocitrát anyagcseréje számos tényező által szabályozott. Ez a folyamat közvetlenül vagy közvetetten kapcsolódik a trikarbonsavciklushoz (TCA), az energiaprodukcióhoz, a nitrogén-anyagcseréhez, a zsírsavszintézishez, a glioxilát-ciklushoz és a fotorrespirációhoz.
A növények anyagcseréjében az izocitromsav szintén fontos szerepet játszik. Kimutatták, hogy a citrát és az izocitrát (az ionizált citromsav formája) átalakítására szolgáló metabolikus útvonalak integrálódnak a növények anyagcseréjébe, így szénvázakat biztosítanak, támogatják a glioxilát-ciklus működését, és jelentős szerepet játszanak a TCA-ban és az energia-anyagcserében. Az izocitromsavat emellett potenciális effektorként is számon tartják, amely bizonyos enzimek működését erőteljesen befolyásolja.

#### Egyéb funkciók
Az izocitromsav nemcsak a citromsavciklus kulcsszereplője, hanem más területeken is hasznosítható. Lehetséges biomarkerként alkalmazható bizonyos élelmiszerek, különösen gyümölcsalapú termékek hitelességének és minőségének ellenőrzésére. Például egy citromsav/D-citromsav arány meghaladása (130 fölött) bizonyíthatja egy gyümölcslé lejáratát. Az izocitromsavat az élelmiszeriparban természetes tartósítószerként és antioxidánsként is használják.
A monopotasium-izocitromsav sók, miután 99,9%-os tisztaságig finomították őket, bizonyítottan képesek csökkenteni a neurotoxicitásokat, helyreállítani a memóriát, és növelni a tanulási képességeket laboratóriumi patkányokban.

#### Mesterséges szintézis
Az izocitromsav mesterségesen is szintetizálható bizonyos élesztők, például Yarrowia lipolytica segítségével. Ez a folyamat a termesztési körülmények szabályozásával optimalizálható. A maximális termelés 6 g/L (NH4) 2SO4 koncentrációjú közegben, 6-os pH-nál és 25–60%-os telítettségi oxigénszint mellett érhető el. A szintézis 748 órás termesztési idő után zajlik le, amely valószínűleg a vegyület előállításához szükséges magas enzimaktivitásnak köszönhető.